# Flores de filosofía
Flores de filosofía es el título de un tratado didáctico en prosa, posiblemente de la segunda mitad del siglo XIII, que forma parte del género de la literatura sapiencial. Estrecho parentesco con este libro guarda el Libro del consejo e de los consejeros, del que aún no se ha dilucidado si es fuente de las Flores de filosofía o secuela.
Posiblemente se compusiera como un espejo de príncipes. Es fundamental, asimismo, la dimensión cristiana y el propósito doctrinal, lo que se consiguió adaptando la moral de las fuentes árabes originales. Se puede considerar como una guía espiritual que asegure al hombre la salvación de su alma.
De la obra se conservan dos versiones: la amplia, con treinta y ocho capítulos y que se suele considerar la más antigua, y la abreviada con treinta y cinco. 
Según Fernando Gómez Redondo (1998, pág. 269), la estructura se divide en cinco partes:
- La primera comprende el primer capítulo (sobre cómo el hombre debe amar a Dios).
- La segunda (capítulos 2 a 9), el rey como centro de la vida de la corte.
- La tercera, (capítulos 10 a 29), el hombre ante la vida de la corte, es la más amplia.
- La cuarta (capítulos 30 al 37) trata del "seso" como guía espiritual.
- Quinta. La obra se cierra con un capítulo sobre Dios y la salvación del alma.

## Ediciones digitales
- Edición de José Manuel Lucía Megías.
- Edición de Hugo Óscar Bizarri.